# Martin Axenrot
Erik Martin Axenrot, född  5 mars 1979, var  2006 till 2021 trumslagare i det progressiva rockbandet Opeth. Axenrot spelar även i dödsmetallbandet Bloodbath, och har tidigare spelat i bland annat Witchery, Satanic Slaughter och Nifelheim.

## Historia
Martin Axenrot började spela klassisk musik men gick snart över till att spela i olika extreme metal-band som Nephenzy, Triumphator och Nifelheim. Med Witchery har han spelat in två album, Symphony for the Devil 2001 och Don't Fear the Reaper 2006. Axenrot ersatte Mique som trummis i Satanic Slaughter från 1999 och spelar på 2002 års Banished To The Underworld. 
När Dan Swanö efter debutskivan med Bloodbath valde att gå över från att spela trummor till gitarr blev Axenrot bandets nya trummis och medverkar på albumen Nightmares Made Flesh 2004, The Fathomless Mastery 2008,  Grand Morbid Funeral 2014 och  The Arrow of Satan is Drawn 2018.
Under 2005 var Axenrot ersättare för Opeths Martin Lopez, som blev allvarligt sjuk, under bandets "Sounds of the Underground"-turné och året därpå blev Axenrot bandets permanente trummis. Axenrot spelar på Opeths studioalbum Watershed 2008, Heritage 2011, Pale Communion 2014, Sorceress 2016  samt In Cauda Veneum 2019.
Axenrot medverkade 2016 på gruppen RES självbetitlade album tillsammans med sångerskan Nathalie Lorichs, som även var gästsångerska på förstaspåret Coil på Opeths album Watershed.

## Diskografi

### Med Nifelheim
- Servants of darkness - 2000

### Med Witchery
- Symphony for the Devil - 2001
- Don't Fear the Reaper - 2006

### Med Satanic Slaughter
- Banished To The Underworld - 2002

### Med RES
- RES - 2016

### Med Bloodbath
- Nightmares Made Flesh - 2004
- The Fathomless Mastery - 2008
- Grand Morbid Funeral - 2014
- The Arrow of Satan is Drawn - 2018

### Med Opeth
- Watershed - 2008
- Heritage  - 2011
- Pale Communion - 2014
- Sorceress - 2016
- In cauda venenum - 2019